# María de Antioquía-Armenia
María de Antioquía-Armenia (1215-1257) fue señora de Torón desde 1229 hasta su muerte. Fue la hija mayor de Raimundo Rubén, príncipe de Antioquía, y Helvis de Lusignan. Desde su posición de señora de Torón reclamó el trono de Armenia de su padre.
El último señor de Torón había sido Hunfredo IV, hermano de una de sus bisabuelas, así que fue nombrada señora de Torón cuando el emperador Federico II Hohenstaufen, al final de la Sexta Cruzada, negoció con Al-Kamil la devolución de territorios.

## Matrimonio
En 1240 se casó con Felipe de Montfort, señor de Tiro, anterior señor de Castres, con el que tuvo a:
- Juan (muerto en 1283), señor de Torón y Tiro.

- Hunfredo (muerto en 1284), señor de Beirut y Tiro.

- Alicia (vivió entre 1282 y 1295).

- Helvis (vivió entre 1282 y 1295).

Fue la bisnieta de Rubén III, Príncipe de Armenia (la hija de Rubén III era la madre del padre de María), que había sido sucedido en el trono por su hermano León. María reclamó, sin éxito, sus derechos al trono de Armenia.
- Datos: Q1372639